# Mesotrosta asignalis
Mesotrosta asignalis är en fjärilsart som beskrevs av Leo Schwingenschuss. Mesotrosta asignalis ingår i släktet Mesotrosta och familjen nattflyn. Inga underarter finns listade i Catalogue of Life.